# 七録
『七録』（しちろく）は、中国南朝梁の阮孝緒が編纂した図書目録である。書名として全体を七部に分類する、最後の目録である。

## 成立
本書は、『漢書』「芸文志」や『隋書』「経籍志」が、それぞれ前漢と隋朝の宮廷図書（「秘書」）の蔵書に基づいた目録であるのとは異なり、撰者である阮孝緒が、諸方の蔵書家らの間を訪ね歩いて作成した目録である。

## 構成
- 内篇
  - 経典録
  - 記伝録
  - 子兵録
  - 文集録
  - 術伎録
- 外篇
  - 仏法録
  - 仙道録

## 流伝
本書自体は、散佚したために見ることはできないが、唐の道宣の『広弘明集』巻3には、本書の序文及び篇目が収録されており、それによって本書の姿をうかがい知ることができる。
『隋書』「経籍志」は、本書と南斉の王倹の『七志』とを、劉向父子の『七略』と比して論じ、「大体は向・歆に準ずると雖も、遠く逮（およ）ばざるなり」と述べている。但し、その低い評価にもかかわらず、「経籍志」中の諸所に記されている「梁に有り」などの双行注は、『七録』に基づいて記されているものと考えられる。